# 비술나무
비술나무(학명: Ulmus pumila)는 장미목 느릅나무과의 큰키나무이다. 비술나무는 함경북도 방언이다. 다른 이름은 비슬나무인데, 이는 연변 방언이다.

## 생태
겨울에 잎이 지는 큰키나무다. 투르키스탄, 동부 시베리아, 몽골, 티베트, 북부 중국, 인도의 북부 카슈미르, 한국 원산이다. 아시아, 북아메리카에서 많이 심어 기르고, 많지는 않지만 남부 유럽에서도 심는다. 키는 10~20m 정도까지 자라며 한반도에서는 중부 이북에서 자란다. 나무껍질은 회색이며 세로로 깊게 갈라진다. 잎은 길이 7cm 정도이고 어긋나며 앞뒤에 털이 없다. 타원 또는 피침 모양이며 가장자리에 홑톱니나 겹톱니가 있다. 꽃은 3월에 잎보다 먼저 묵은 가지 윗부분의 잎겨드랑이에서 여러 개가 모여 핀다. 5월에 여무는 열매는 시과이며 털이 없고, 길이는 12~13mm인데 너비가 길이보다 길다.

## 쓰임새
- 분재재료로 잘 쓰인다
- 가로수,녹음수, 공원수로 쓰인다.
- 목재를 건축재 , 기구재, 선박재로 사용한다.
- 어린잎은 국으로 끓여 먹기도 한다.
- 열매를 사료로 사용한다.
- 약재로 사용된다.. 회백색으로 변한 가지는 약효가 있어 한방에서는 통증, 대소변불통 등의 치료제로 사용한다. 뿐만 아니라 수피(樹皮) 및 근피(根皮)는 유백피(楡白皮), 잎은 유엽(楡葉), 꽃은 유화(楡花)라 하여 약용으로 쓰인다.[1]

## 사진

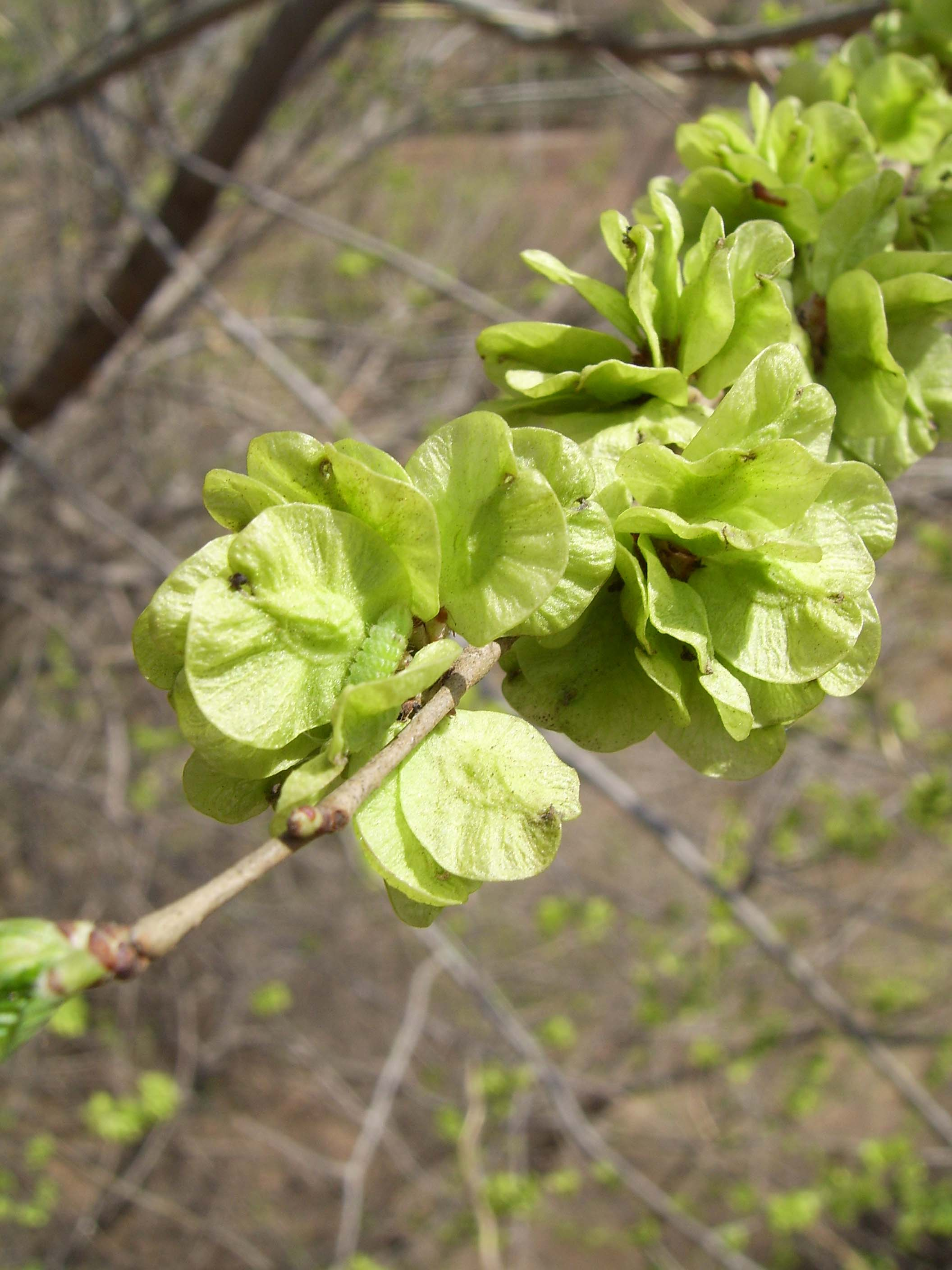
열매. 너비가 길이보다 길다.
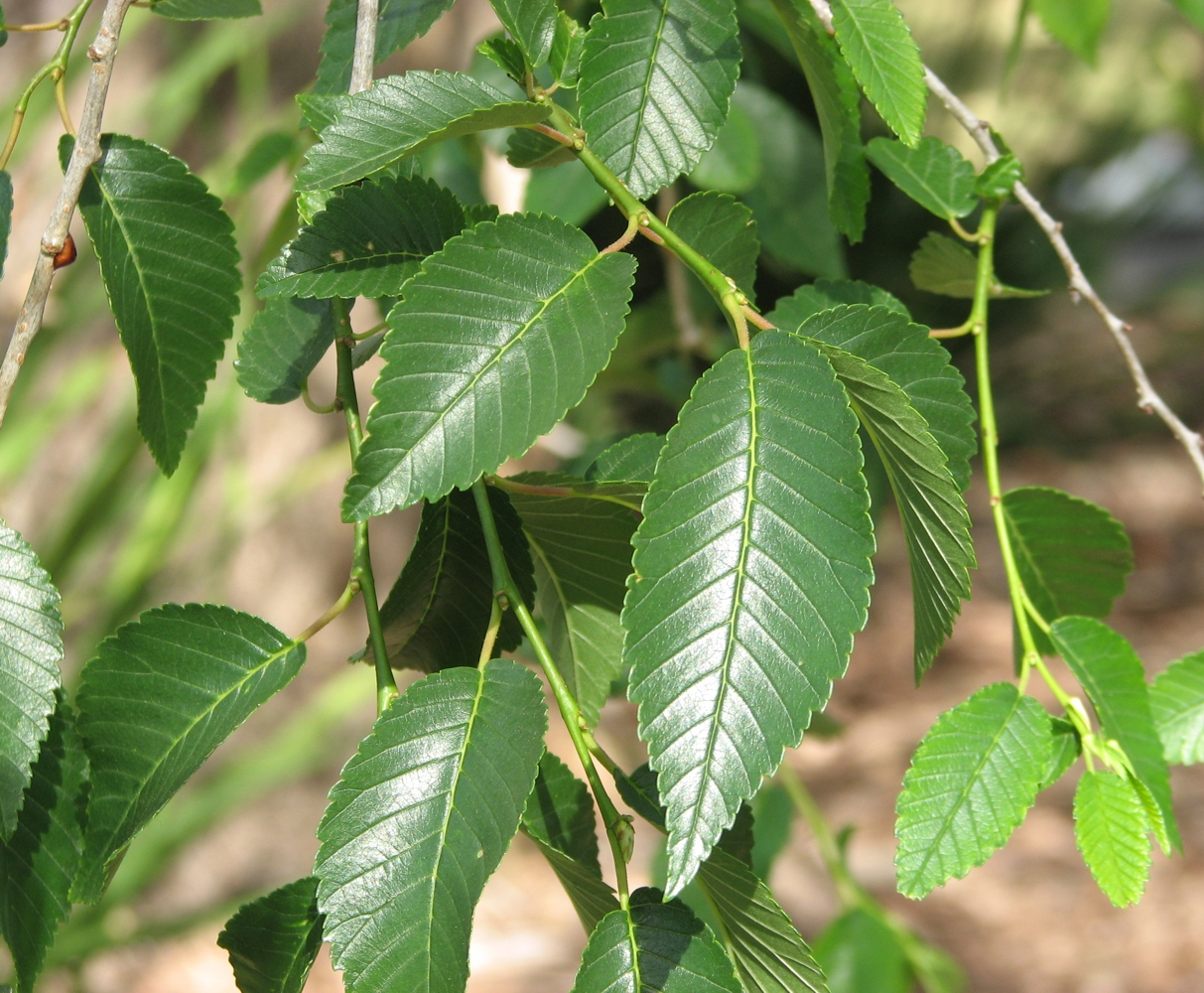
잎가지
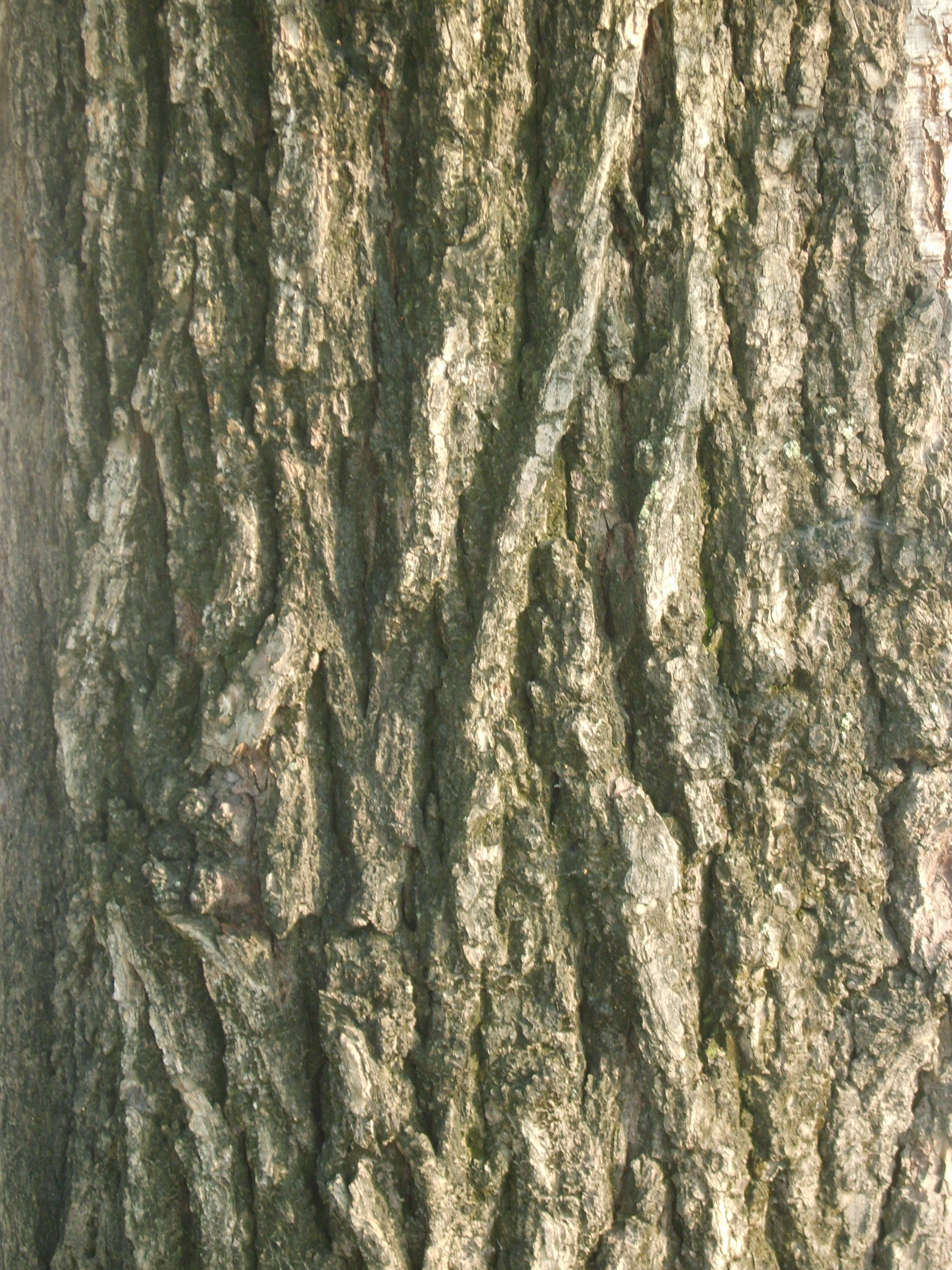
줄기

## 참고 문헌
- 김용식; 송근준; 안영희; 오구균; 이경재; 이유미 (2000). 《조경수목 핸드북》. 광일문화사. ISBN 89-85243-25-X.
- 윤주복 (2004). 《나무 쉽게 찾기》. 진선출판사. ISBN 978-89-7221-414-4.